# Stemma delle Antille Olandesi

Stemma usato dal 1986 sino alla dissoluzione

Stemma usato fino al 1986

Lo stemma delle Antille Olandesi era lo stemma adottato dal territorio il 1º gennaio 1986, dopo che Aruba, pur continuando a rimanere sotto la sovranità dei Paesi Bassi, si separò amministrativamente da tale territorio autonomo.
Nello scudo dorato e bordato di rosso erano raffigurate cinque stelle a cinque punte di colore azzurro, in rappresentanza delle cinque isole che formano l'arcipelago. Sulla sommità è posta una corona reale d'oro, quella del monarca dei Paesi Bassi.
Nella parte inferiore appare un nastro con scritto il motto delle Antille Olandesi: "Libertate Unanimus" (Uniti per la libertà).
Dal 30 novembre 1964, data della sua creazione, fino al 1986 le stelle all'interno dello scudo erano sei in rappresentanza anche di Aruba.